# Megachile rotundiventris
Megachile rotundiventris là một loài Hymenoptera trong họ Megachilidae. Loài này được Perris mô tả khoa học năm 1852.